# 吉爾卡尼
50°10′46″N 23°33′6″E / 50.17944°N 23.55167°E
吉爾卡尼（烏克蘭語：Гіркани），是烏克蘭西部的村莊，隸屬利維夫州的利維夫區。該村面積15.2平方公里，海拔高度314米，2001年人口352，人口密度每平方公里23.16人。